# キタニタツヤのオールナイトニッポンシリーズ
キタニタツヤのオールナイトニッポンシリーズは、ニッポン放送で放送されているラジオ番組。
2024年4月2日（1日深夜）から2025年3月25日（24日深夜）までは『キタニタツヤのオールナイトニッポンX』として放送され、2025年4月1日（3月31日深夜）からは『キタニタツヤのオールナイトニッポン0(ZERO)』として放送されている。

## 概要
キタニタツヤは2023年7月9日（8日深夜）に初めて単発特番を担当し、2024年1月4日（3日深夜）にも単発特番を担当し、それぞれ反響が大きかったことから、2024年3月14日に行われたオールナイトニッポンの2024年度のラインナップ発表記者会見でレギュラーパーソナリティの起用が正式に発表された。
2025年4月1日（3月31日深夜）から月曜ZERO枠に放送枠が移動となり、番組タイトルも『キタニタツヤのオールナイトニッポン0(ZERO)』に変更される。
2025年5月26日（27日深夜）ではリスナーを招待し、初の公開生放送を実施（会場：ニッポン放送 イマジンスタジオ）。ゲストには東海オンエアのとしみつが出演し、トークを行った後、恒例行事であるベイブレード対決を行った。

## 放送時間
- 火曜 0:00-0:58（X時代、月曜深夜）
- 火曜 3:00-4:30（0時代、月曜深夜）

## パーソナリティ
- キタニタツヤ

## コーナー
- 日常枕草子

リスナーから枕草子っぽい日常のエピソードやシチュエーションを募集するコーナー。
- ションベンの果て

キタニが自身を『音楽は素敵だけど、人格はションベンの果てだよ』と称した事から始まったコーナー。リスナーからさすがにコレはションベンの果てだなと思ったエピソードを募集する。
『オールナイトニッポンX』時代に行われていたコーナーであったが、『俺、安くないですか？』の終了を受けてレギュラーコーナーとして復活した。

## 終了したコーナー
- 俺、安くないですか？

楽天モバイルとのコラボコーナー。リスナーが安いと思った行動や言動思想を募集する。オールナイトニッポン0（ZERO）に異動後も継続していたが、2025年5月26日放送分にて終了した。

## ゲスト
※ゲストとは毎回、放送内でキタニとベイブレードで勝負する事が恒例となっている。

### X時代
- 2024年6月11日（10日深夜） - 又吉直樹[5]
- 2024年7月9日（8日深夜） - 中島健人[6]
- 2024年8月26日（27日深夜） - LiSA[7]
- 2024年9月9日（10日深夜） - 三井律郎[8]
- 2024年10月21日（22日深夜） - 伊沢拓司
- 2024年12月9日（10日深夜） - 春とヒコーキ[9]
- 2025年2月3日（4日深夜） - 木戸大聖、広瀬すず（コメント出演）、岡田将生（コメント出演）[10]
- 2025年2月10日（11日深夜） - クワハリ（漫画『ふつうの軽音部』原作者）[11]

### 0時代
- 2025年4月21日（22日深夜） - マスターブレーダー堀川（タカラトミー・ボーイズ事業部所属、「ベイブレード」の開発・マーケティング担当者）、レンタルぶさいく[12]
- 2025年4月28日（29日深夜） - suis（ヨルシカ）
- 2025年5月26日（27日深夜） - としみつ（東海オンエア）
- 2025年6月2日（3日深夜） - 中島健人[13]
- 2025年6月9日（10日深夜） - しゃろう（会社員兼、フリーBGM素材作曲家）

## 代理番組
- 2024年7月30日（29日深夜） - ENHYPEN[14]
- 2024年12月31日（30日深夜） - IS:SUE

## スタッフ
- 構成：高橋亘（トゥルーマン翔）
- ディレクター：内田悠菜